# Єрмекеєвський район
Єрмеке́євський район (рос. Ермекеевский район, башк. Йәрмәкәй районы) — адміністративна одиниця Республіки Башкортостан Російської Федерації.
Адміністративний центр — село Єрмекеєво.

## Населення
Населення району становить 15789 осіб (2019, 17162 у 2010, 18205 у 2002).

## Адміністративно-територіальний поділ
На території району 13 сільських поселень, які називаються сільськими радами:
| Поселення                           | Площа, км² | Населення, осіб (2002) | Населення, осіб (2010) | Населення, осіб (2019) | Центр            | Населені пункти |
| ----------------------------------- | ---------- | ---------------------- | ---------------------- | ---------------------- | ---------------- | --------------- |
| Бекетовська сільська рада           | -          | 1273                   | 1224                   | 1130                   | Бекетово         | 7               |
| Восьмимартівська сільська рада      | -          | 1225                   | 1129                   | 965                    | імені 8 Марта    | 4               |
| Єрмекеєвська сільська рада          | -          | 4825                   | 4754                   | 4718                   | Єрмекеєво        | 4               |
| Кизил-Ярська сільська рада          | -          | 717                    | 651                    | 573                    | Суєрметово       | 4               |
| Нижньоулу-Єлгинська сільська рада   | -          | 776                    | 779                    | 710                    | Нижньоулу-Єлга   | 4               |
| Рятамацька сільська рада            | -          | 824                    | 776                    | 699                    | Рятамак          | 1               |
| Середньокарамалинська сільська рада | -          | 788                    | 739                    | 625                    | Середні Карамали | 2               |
| Спартацька сільська рада            | -          | 1261                   | 1241                   | 1105                   | Спартак          | 4               |
| Старосуллинська сільська рада       | -          | 704                    | 632                    | 701                    | Старі Суллі      | 2               |
| Старотураєвська сільська рада       | -          | 891                    | 1001                   | 939                    | Старотураєво     | 2               |
| Суккуловська сільська рада          | -          | 2042                   | 1930                   | 1714                   | Суккулово        | 9               |
| Тарказинська сільська рада          | -          | 1530                   | 1324                   | 1013                   | Таркази          | 5               |
| Усман-Ташлинська сільська рада      | -          | 1000                   | 982                    | 897                    | Усман-Ташли      | 3               |

## Найбільші населені пункти
| №  | Населений пункт | Населення, осіб (2002) | Населення, осіб (2010) |
| -- | --------------- | ---------------------- | ---------------------- |
| 1  | Єрмекеєво       | 4 206                  | 3 937                  |
| 2  | Спартак         | 932                    | 924                    |
| 3  | імені 8 Марта   | 814                    | 778                    |
| 4  | Суккулово       | 819                    | 777                    |
| 5  | Старотураєво    | 638                    | 771                    |
| 6  | Рятамак         | 824                    | 776                    |
| 7  | Таркази         | 788                    | 731                    |
| 8  | Усман-Ташли     | 547                    | 541                    |
| 9  | Абдулкарімово   | 257                    | 478                    |
| 10 | Бекетово        | 506                    | 477                    |